# Centro Acuático de París
El Centro Acuático Olímpico de París (en francés: Centre aquatique olympique) es un centro acuático ubicado en Saint-Denis, Francia, que albergó numeros eventos deportivos acuáticos como parte de los Juegos Olímpicos de Verano de 2024 en París. Situado en el corazón de la Plaine Saulnier, frente al Estadio de Francia, al que está conectado por una pasarela sobre la autopista A1, El lugar albergó las competiciones de saltos de trampolín o clavados, waterpolo y natación artística. Se ha construido bajo la dirección del Métropole du Grand Paris.